# فيليب فيرا كروز
فيليب فيرا كروز (بالإنجليزية: Philip Vera Cruz)‏ هو نقابي أمريكي، ولد في 25 ديسمبر 1904، وتوفي في 12 يونيو 1994.